# Villa Aranguren
Aranguren es un municipio del distrito Algarrobitos del departamento Nogoyá en la provincia de Entre Ríos, República Argentina. El municipio comprende la localidad del mismo nombre y un área rural. Dista 70 km hacia el sudeste de la capital provincial Paraná.
La localidad se considera fundada el 25 de junio de 1908 cuando Pedro Aranguren solicitó ante el Gobierno provincial los planos para fundar la localidad. Lleva su nombre en homenaje a la familia que era propietaria de los campos en donde se fundó.
Luego de tener una junta de gobierno, el municipio de 2ª categoría fue aprobado por ley n.º 7944 sancionada el 7 de julio de 1987 y promulgada el 17 de julio de 1987. Fue creado por decreto n.º 3935/1987 MGJE del 22 de julio de 1987.

## Economía
Su principal actividad económica es la agricultura. Los cultivos más destacados son la soja, el maíz y el trigo.